# Julia Lescova
Julia Lescova (née Jūlija Ļeščova – en russe : Юлия Лещёва – le 4 juillet 1985 à Daugavpils) est une mannequin lettone d'ethnicité russe.
En 2011, elle devient ambassadrice de Guess Lingerie.

## Biographie

### Début
Jūlija Ļeskova naît et grandit à Daugavpils. Quand elle a deux ans, son père, alcoolique et infidèle face à sa mère, abandonne sa famille, laissant à celle-ci, Jūlija et son frère aîné, Maksims. La mère de Jūlija étant professeur de biologie et de chimie avait un salaire trop faible et subissait de nombreuses dettes à payer. Mais comme ce n'était pas suffisant, elle a dû prendre un deuxième emploi en tant que vendeur de marchandises sur un marché local. Elle travaille même gratuitement pour le gouvernement.
En dépit de ces difficultés, la mère de Jūlija a réussi à lui faire apprendre la danse et le piano et elle a pu danser dans des compétitions dès l'âge de huit ans. En 2000, elle rejoint une académie de mannequinat.
Elle fait ses études en sociologie à l'université Stradins de Riga.

### Carrière
À l'âge de seize ans, elle commence sa carrière de mannequin après avoir été remarquée par une agence de mannequins lettonne et elle est invitée à Milan. C'est à cette période qu'elle « internationalise » son nom de Jūlija Ļeskova en Julia Lescova.
En 2006, elle gagne le prix du « meilleur mannequin du monde » en Turquie.
En 2011, elle remplace Kate Upton en tant qu'ambassadrice de Guess Lingerie,. 
La même année, elle apparaît dans le magazine Esquire pour la série Me in My Place.

## Télévision
- 2007 : Beyaz Show : Elle-même
- 2012 : Shahs of Sunset : Elle-même